# Драгун, Оксана Владимировна
Оксана Владимировна Драгун (бел. Аксана Уладзіміраўна Драгун; род. 19 мая 1981 или 19 апреля 1981, Барановичи, Брестская область) — белорусская легкоатлетка, специалистка по бегу на короткие дистанции. Выступала за сборную Белоруссии по лёгкой атлетике в 2000-х годах, обладательница бронзовых медалей чемпионатов мира и Европы, победительница и призёрка первенств национального значения, действующая рекордсменка страны в эстафете 4 × 100 метров, участница двух летних Олимпийских игр. Мастер спорта Республики Беларусь международного класса.

## Биография
Оксана Драгун родилась 19 мая 1981 года в городе Барановичи Брестской области Белорусской ССР.
Занималась спринтерским бегом в местной Специализированной детско-юношеской школе олимпийского резерва, проходила подготовку под руководством таких специалистов как Владимир Никифорович Зинченко и Леонид Игоревич Сафронников.
Впервые заявила о себе в лёгкой атлетике на международном уровне в сезоне 2001 года, когда стала чемпионкой Белоруссии на 100-метровой дистанции, вошла в состав белорусской национальной сборной и выступила на молодёжном европейском первенстве в Амстердаме — в беге на 100 метров с результатом 12,08 не смогла преодолеть предварительный квалификационный этап, тогда как в эстафете 4 × 100 метров выиграла серебряную медаль, уступив только команде Великобритании.
В 2003 году в дисциплине 100 метров взяла бронзу на молодёжном европейском первенстве в Быдгоще (11,48), в эстафете 4 × 100 метров была седьмой на чемпионате мира в Париже (43,47).
В 2004 году вновь выиграла чемпионат Белоруссии в беге на 100 метров. Благодаря череде удачных выступлений удостоилась права защищать честь страны на летних Олимпийских играх в Афинах — в программе эстафеты 4 × 100 метров вместе с соотечественницами Еленой Невмержицкой, Натальей Сафронниковой и Юлией Нестеренко благополучно преодолела предварительный квалификационный этап, тогда как в финале с национальным рекордом Белоруссии 42,94 стала пятой.
На чемпионате мира 2005 года в Хельсинки завоевала бронзовую медаль в эстафете 4 × 100 метров, обновив при этом рекорд страны — 42,56 (рекорд до настоящего времени остаётся непревзойдённым).
В 2006 году в той же дисциплине получила бронзу на чемпионате Европы в Гётеборге (43,61).
В 2007 году в эстафете заняла шестое место на чемпионате мира в Осаке (43,37).
На Олимпийских играх 2008 года в Пекине в программе эстафеты 4 × 100 метров стартовала вместе с Юлией Нестеренко, Анастасией Шуляк и Анной Богданович, но с результатом 43,69 в финал не вышла.
После пекинской Олимпиады Драгун осталась действующей спортсменкой на ещё один олимпийский цикл и продолжила принимать участие в крупнейших международных стартах. Так, в 2009 году она бежала 60 метров на чемпионате Европы в помещении в Турине (7,43), стала серебряной призёркой на дистанции 100 метров в Первой лиге командного чемпионата Европы в Бергене (11,68), выступила в эстафете 4 × 100 метров на чемпионате мира в Берлине (44,12).
Завершила спортивную карьеру по окончании сезона 2012 года.
За выдающиеся спортивные достижения удостоена почётного звания «Мастер спорта Республики Беларусь международного класса».